# 赛山蓝属
赛山蓝属（学名：Blechum）是爵床科下的一个属，为分枝草本植物。该属共有4种，分布于热带美洲。